# Frank Pace

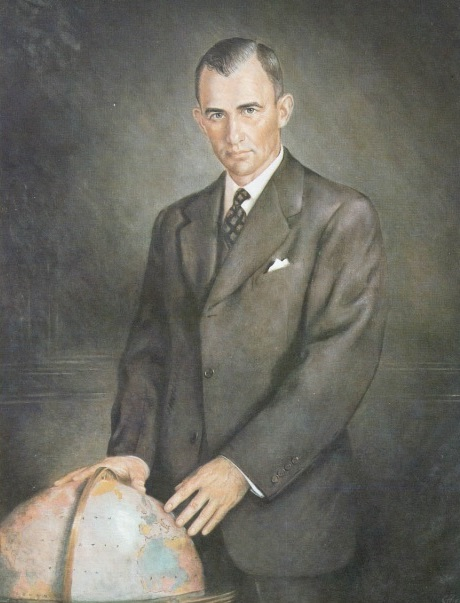
Frank Pace.

Frank Pace, Jr, född 5 juli 1912 i Little Rock, Arkansas, död 8 januari 1988 i Greenwich, Connecticut, var en amerikansk jurist, militär, ämbetsman och företagsledare.

## Biografi
Pace föddes i Little Rock och gick i skola i Pennsylvania. 1933 utexaminerades han från Princeton University och 1936 med juristexamen från Harvard Law School. Samma år blev han biträdande distriktsåklagare i Arkansas. Han flyttade 1938 över till delstatens skattedepartement. 1942 inträdde Pace i USA:s armés flygstridskrafter, där han 1945 uppnådde majors grad. Samma år blev han assistent åt USA:s justitieminister, och senare exekutiv assistent åt postministern. 1948 utnämndes han till biträdande federal budgetdirektör och ett år senare till federal budgetdirektör, vilket han var fram till 1950.
1950 utsågs han av president Harry S. Truman till arméminister inom Pentagon. Han innehade detta ämbete fram till 1953, då Truman lämnade över presidentämbetet till republikanen Dwight D. Eisenhower. Efter maktskiftet 1953 fick han nya arbetsuppgifter som verkställande direktör för General Dynamics Corporation, vilket varade fram till 1962. 
Mellan 1968 och 1972 var han den förste ordföranden för Corporation for Public Broadcasting.
Pace dog 1988 i en hjärtattack.